# GO Sharing
GO Sharing is een Nederlands verhuurbedrijf van e-scooters, e-bikes en elektrische auto's, die ze als deelvoertuig verhuurt in Nederland en een aantal Europese steden. Het bedrijf heeft zijn hoofdkantoor in Nieuwegein. Er werkten in april 2021 zo'n 75 werknemers.

## Geschiedenis
GO Sharing werd opgericht door Raymon Pouwels, Doeke Boersma en Donny van den Oever. Het bedrijf begon in september 2019 met de verhuur van deelscooters in Eindhoven. Per april 2021 was GO Sharing in ruim 30 Nederlandse regio's actief en was het buiten Nederland gestart in België (Antwerpen & Brussel), Duitsland (Saarbrücken), Oostenrijk (Wenen), Turkije (Istanbul) en Italië (Rome, Turijn, Milaan & Florence. Het bedrijf had meer dan 10.000 deelscooters tot zijn beschikking.
In april 2021 werd bekend dat een investeringsmaatschappij €50 miljoen aan kapitaal investeerde voor verdere expansie. Zo zou er naast deelscooters ook worden ingezet op elektrische deelauto’s en deelfietsen. Zusterbedrijf GreenMo ondersteunde deze plannen.
In 2022 trok GO Sharing zich terug uit 32 van de 45 gemeenten waar het actief was. Vanwege de faillissementsaanvraag van zusterbedrijf GreenMo werden eind januari 2023 alle scooters van de weg gehaald vanwege een verzekeringskwestie. GO Sharing ging in surseance van betaling en werd eind februari overgenomen door het Turkse BinBin.
In augustus 2024 maakte GO Sharing bekend dat het in Nederland enkel actief bleef in Amsterdam en Haarlem, vanwege slechte winstgevendheid, vernieling van scooters en een nieuwe helmplicht.
Begin 2025 stopte het ook in Amsterdam met het aanbieden van deelscooters vanwege oplopende kosten en tegenvallend gebruik.

## Werking
De deelscooters zijn elektrische scooters die met behulp van een applicatie zijn te lokaliseren, te reserveren en te gebruiken. De gebruiker betaalt per minuut, er is een apart tarief voor wanneer men de deelscooter tussendoor tijdelijk parkeert. Het voertuig rijdt niet harder dan 25 km/u en mag daardoor in Nederland zonder helm bereden worden. In de afgelopen maanden heeft het bedrijf in Nederland ook 45 km/u versies uitgerold. Voor het gebruik van deze scooters dienen gebruikers wel een helm te dragen.
Samen met gemeentes zijn er verschillende zones gecreëerd. De groene zones zijn het service gebied van GO Sharing. In dit gebied mag rijden en de scooter weer terugzetten. In de rode zones, vaak drukke winkelstraten, mag niet geparkeerd worden maar wel doorheen gereden worden. Men kan ook buiten het servicegebied blijven rijden. Men kan hier alleen niet je rit beëindigen. Als laatste is er nog een paars gebied, een kortingsgebied, als men hier de rit begint of eindigt krijgt men korting.

## Klachten
De scooters van GO Sharing hebben in verschillende steden tot klachten geleid. In Groningen bleek de overlast zo groot dat de deelscooters per 1 mei 2021 uit de stad weg moesten zijn.